# Subsidie
Subsidie är ett begrepp för (regelbundet) understöd, ofta ekonomiskt. Termen kommer ursprungligen från romersk militär, där det betydde ungefär stödtrupp. Sedermera kom det att få betydelse av ekonomiskt stöd från en makt till en annan, med utfästelse om gentjänst i form av militärt understöd i händelse av konflikt. 
Under 30-åriga kriget gavs Sverige exempelvis omfattande subsidier av Frankrike, 400 000 riksdaler om året, om Sverige höll en armé på 36 000 man i Tyskland (se Fördraget i Bärwalde, 1631).